# Mikel Azcona
Mikel Azcona Troyas, född den 25 juni 1996 i Arrigorriaga, är en spansk racerförare.